# نوردپلدرزیل
نوردپلدرزیل (به هلندی: Noordpolderzijl) یک منطقهٔ مسکونی در هلند است که در ایمس‌موند واقع شده‌است.